# 二硅化二铑镱
二硅化二铑镱是一种无机化合物，化学式为YbRh2Si2。该化合物的镱为+3价。它在2 mK（0.002 K）时表现出重电子超导性。

## 制备
它可由镱、铑和硅在锡或铟的熔体中反应制得。